# Гарсия, Карлос Полестико
Карлос Полестико Гарсия (4 ноября 1896, Талибон, Бохоль, Филиппины — 14 июня 1971, Тагбиларан, Филиппины) — филиппинский политик, президент Филиппин (1957—1961).

## Биография
Родился в семье муниципального служащего. В 1923 году окончил филиппинскую Юридическую школу (ныне филиппинский Колледж криминологии).
Однако вместо карьеры адвоката он предпочел работать в провинциальной средней школы Бохоля, став известен своей поэзией и получив прозвища: «принц Поэтов Висайя» и «Барда из Бохоля».
В 1925 году начал политическую карьеру.
В 1925—1931 годах — депутат палаты представителей филиппинского Конгресса,
в 1931—1946 годах — губернатор Бохоля.
В 1941—1953 годах — член Сената.
В 1953—1957 годах — вице-президент Филиппин и министр иностранных дел. На этом посту он добился прекращения в 1954 году девятилетнего состояния войны с Японией, поддерживал американскую позицию по войне в Корее. В сентябре 1954 года он предсдедательствовал на международной конференции по безопасности в Юго-Восточной Азии, завершившейся подписанием Манильского договора и созданием блока СЕАТО.
В 1957—1961 годах — президент Филиппин. Проводил политику открытости в отношении иностранных инвесторов, оптимизации расходов. В то же время стремился поддержать собственное производство и ограничить влияние американского капитала. Во время его правления был подписан договор Болена-Серрано, который сокращал арендный договор относительно присутствия американских военных баз с 99 до 25 лет и должен был быть пролонгирован каждые пять лет.
В 1961 году проиграл выборы вице-президенту Диосдадо Макапагалу, представлявшему Либеральную партию. В то время президент и вице-президент избирались отдельно.
После поражения на выборах вернулся в родной Бохоль. В 1971 году был избран делегатом Учредительного собрания, на котором был избран президентом Конституционной конвенции. Однако спустя несколько дней пережил серьёзный сердечный приступ и ушел в отставку, передав полномочия Диосдадо Макапагалу.
Скончался 14 июня 1971 года. Похоронен в крипте кафедрального собора Манилы.